# 小中健
小中健（日语： Konaka Ken，？—），青森县出身，日本男子乒乓球运动员，曾就读于法政大学。他曾获得2枚亚洲运动会乒乓球比赛金牌和3枚亚洲乒乓球锦标赛金牌。